# Marine Ice Sheet Instability

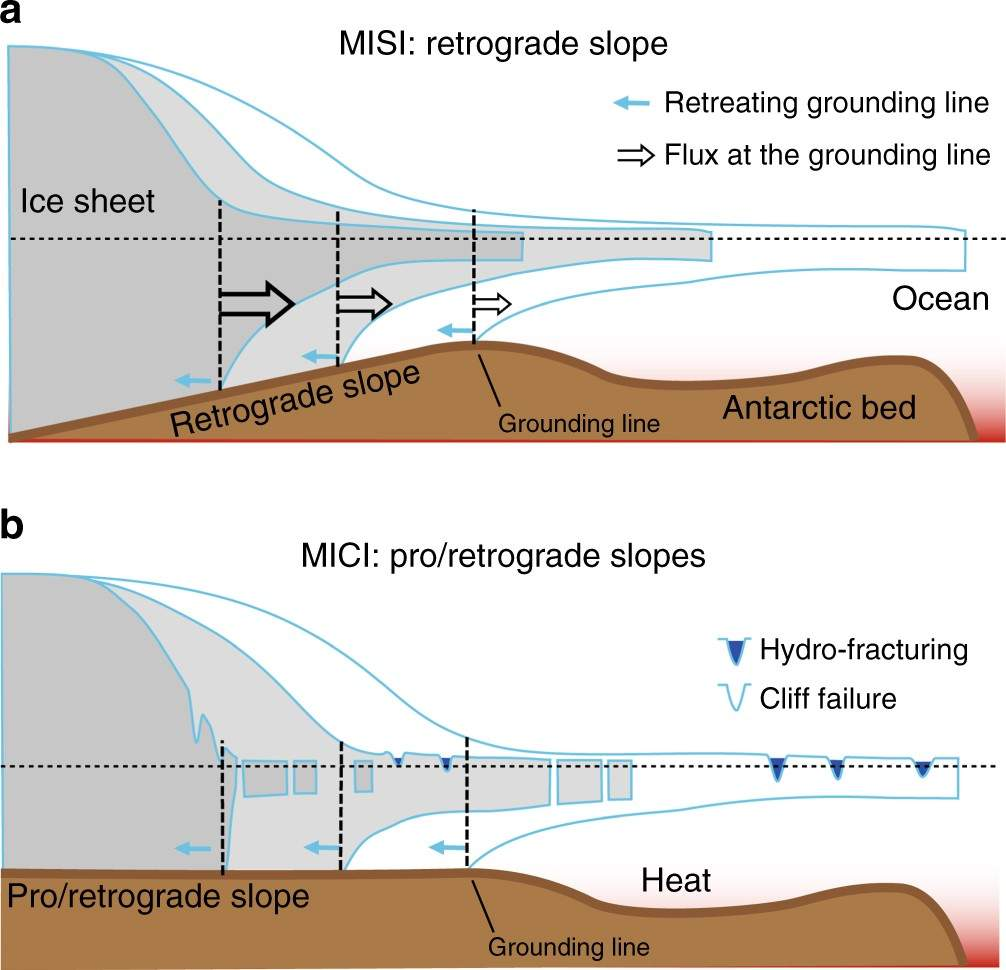
Grafische Darstellung der bei der MISI wirkenden Prozesse

Unter Marine ice sheet instability (MISI) deutsch Marine Eisschild-Instabilität versteht man die Möglichkeit mariner Eisschilde, die unterhalb der Meeresoberfläche gründen, in unkontrollierbar fortschreitender Weise instabil zu werden. Johannes Weertman beschrieb im Jahr 1974 den zugrundeliegenden Mechanismus, womit er eine Vermutung von T. Hughes aus dem Jahr 1972 belegte. In der Antarktis befinden sich mehrere Eisschilde, die das Potential für einen derartigen Kollaps haben, so beispielsweise der Westantarktische Eisschild, speziell der Eisschild vor dem Thwaites-Gletscher, der Pine Island Gletscher und das Aurora-Subglazialbecken. In der Ostantarktis ist der Totten-Gletscher davon bedroht.
Aufgrund der im Vergleich mit Eis höheren Dichte von Salzwasser sind marine Eisschilde nur dort stabil, wo das Eis dick genug ist, um das Gewicht des darunter liegenden Meerwassers zu verdrängen. Die Linie, an der ein mariner Eisschild seinen Kontakt zum Boden verliert und beginnt aufzuschwimmen, wird grounding line genannt. Eisschilde, die von MISI bedroht sind, zeigen ein Profil, bei dem die grounding line eine in Richtung Meer ansteigende Topologie zeigt. Bei einem stabilen Eisschild schmilzt im Meer etwa so viel Eis, wie von Land nachströmt, und der Eisschild ist stabil. Bei einem durch die globale Erwärmung instabilen Eisschild schmilzt dieser, verringert damit sein Gewicht, und wenn eine kritische Grenze überschritten wird, fängt er an aufzuschwimmen und wird so immer mehr von Wasser unterwandert. Bei Eisschilden, die MISI-Potential haben, wandert die grounding line nun weiter in Richtung tieferes Wasser, der darüber befindliche Eisschild wird leichter und er beginnt sich immer schneller in Richtung Meer zu bewegen.